# Vetvistaja Bay
Die Vetvistaja Bay (englisch; russisch Бухта Ветвистая Buchta Wetwistaja, deutsch ‚Gewundene Bucht‘) ist eine Bucht an der Knox-Küste des ostantarktischen Wilkesland. Sie liegt in der Bunger-Oase.
Wissenschaftler einer sowjetischen Antarktisexpedition kartierten und benannten sie 1956. Das Antarctic Names Committee of Australia übertrug diese Benennung in einer transkribierten Teilübersetzung ins Englische.